# 童赠银
童赠银，中国银行家，是中国民生银行第一任行长（1995年7月）和董事长。他是浙江省鄞县人。

## 工作经历
童赠银于1954年加入中国共产党。先后担任中国人民银行上海市分行虹口区办事处副科长，中国人民银行办公厅副处长，中国人民银行会计发行管理局副局长，中国人民银行会计稽核司司长，中国人民银行副行长，中国证监会副主席，中国民生银行行长，中国民生银行第一届董事会副董事长，中国民生银行董事长，中国民生银行监事长等职务。
童赠银还是中国金融学会第一届和第二届理事会的理事长。